# Palazzo dei Governatori (Bastia)
Il Palazzo dei Governatori (Palais des Gouverneurs in francese, Palazzu di i Guvernatori in còrso) è un edificio storico della città còrsa di Bastia. Sede del potere genovese sull'isola per oltre due secoli, ha dato il nome alla città. Situato all'interno del quartiere della Cittadella, ospita al suo interno il Museo d'Arte e di Storia. È stato iscritto nel registro dei monumenti storici il 4 novembre 1935.

## Storia
Nella seconda metà del XIV secolo i governatori genovesi della Corsica avevano la loro residenza presso il villaggio di Biguglia. Dopo la conquista di questa località da parte del conte Arrigo della Rocca il doge Leonello Lomellini decise di costruire nel 1380 una torre, o bastia, su un promontorio roccioso contrapposto al villaggio di pescatori di Porto di Cardo. Nel 1393 Della Rocca conquistò anche questa fortificazione che fu poi ripresa dai genovesi solamente nel 1437. Negli anni successivi sorse attorno alla torre un piccolo villaggio che poco dopo assunse il nome di Bastia. 
Nel 1453 l'Ufficio di San Giorgio, diventato in quell'anno proprietario dell'isola, decise che il governatore della Corsica avrebbe dovuto risiedere nella torre di Bastia. I lavori d'ingrandimento della fortezza iniziarono nel 1488 e terminarono nel 1521 grazie ad Andrea Spinola.
Dopo la fine della dominazione genovese sulla Corsica nel 1764 il palazzo perse la sua funzione di residenza governativa. Diventata sede del Conseil Supérieur de l’Isle de Corse dopo il passaggio dell'isola alla Francia, vi s'insediò poi il direttorio del dipartimento durante la rivoluzione francese. Nel 1791 fu convertita in caserma, funzione che mantenne sino al 1948. L'angolo nord-occidentale, distrutto durante il bombardamento alleato dell'ottobre 1943, è stato ricostruito in forme moderne nel 2011. Nel 1990 il governo francese ha venduto lo stabile al comune di Bastia.